# خواننده جاز (فیلم ۱۹۵۲)
«خواننده جاز» (انگلیسی: The Jazz Singer (1952 film)) فیلمی در ژانر رمانتیک و موزیکال به کارگردانی مایکل کورتیز است که در سال ۱۹۵۲ منتشر شد. از بازیگران آن می‌توان به دنی توماس و پگی لی اشاره کرد.